# جاي تي تيلر
جاي تي تيلر (بالإنجليزية: J. T. Tiller)‏ مواليد 11 مايو 1988 في ماريتا، هو لاعب كرة سلة أمريكي. بدأ مسيرته الاحترافية في سنة 2010. يلعب في الدوري البولندي لكرة السلة كلاعب هجوم خلفي. يحمل الرقم 4. يبلغ طوله 6 قدم 3 بوصة (1.9 م).

## روابط خارجية
- جاي تي تيلر على موقع كرة السلة الأوروبية.كوم (الإنجليزية)
- جاي تي تيلر على موقع DraftExpress.com (الإنجليزية)
- جاي تي تيلر على موقع كلية كرة السلة في سبورتس رفرنس.كوم (الإنجليزية)
- جاي تي تيلر على موقع ريلجم (الإنجليزية)
- جاي تي تيلر على موقع بروبوليرز (الإنجليزية)
- جاي تي تيلر على موقع سبورتس رفرنس (الإنجليزية)